# Лазе при Долскем
Лазе при Долскем (словен. Laze pri Dolskem) су насељено место у општини Дол при Љубљани, Средњесловенска регија, Словенија.

## Историја
До територијалне реорганизације у Словенији биле су у саставу града Љубљане, односно старе општине Мосте-Поље.

## Становништво
У попису становништва из 2011. године, Лазе при Долскем су имале 247 становника.
| Број становника према пописима | Број становника према пописима | Број становника према пописима |
| ------------------------------ | ------------------------------ | ------------------------------ |
| 1991                           | 2002                           | 2011                           |
| 211                            | 211                            | 247                            |

Напомена: До 1953. исказивано под именом Лазе. Године 1987. умањено за део насеља који је припојен насељу Подград (Љубљана).

## Галерија
- остаци старе железничке пруге
- мост на Сави који повезује Лазе при Долском и Долско